# 東京イエローページ
東京イエローページ（とうきょうイエローページ、Tokyo Yellow Page）は、TBSほかで1989年10月3日 - 1990年9月26日に放送されていたバラエティ番組（深夜番組）である。

## 概要
竹中直人を中心とした出演者によるコント、ゲストを迎えてのトーク、ゲストの歌、アイドル7人による「Page7（ページセブン）」の歌のコーナーなどで構成されていた。Page7やゲストに女性アイドルたちが多数出演していたため、当時のアイドルファンが注目した番組でもあった（ゲストには時々、チェッカーズの鶴久政治、吉田栄作、幕末塾、聖飢魔II、忍者などの男性が出演することもあった）。その後のバラエティ番組に小さな変革をもたらす。放送作家に加藤芳一、岩松了が参加。当番組のスタンスは後に、『普通の人々』、『恋のバカンス』（テレビ朝日）、『デカメロン』（TBS）などへと発展していく。
2006年に、CS放送のTBSチャンネルで再放送されていたが、諸般の事情により、忍者の出演した第45回目の放送分のみ封印されてしまい、再放送されなかった。

## 放送時間・ネット局

### TBSにおいての放送時間
- 1989年10月3日 - 1990年3月27日 毎週火曜深夜0:40 - 1:40
- 1990年4月4日  - 9月26日 毎週水曜深夜1:10 - 2:10

### 番組ネット局
- 東京放送（現：TBSテレビ、制作局）
- 静岡放送（TBSと同時ネット）
- 中部日本放送（現：CBCテレビ、およそ2週遅れ）
  - 毎週火曜（月曜深夜）1:30 - 2:30（1989年12月4日 - 1990年3月19日）
  - 毎週火曜（月曜深夜）1:48 - 2:48（1990年4月2日 - 10月1日）
- 南日本放送：毎週土曜（金曜深夜）1:05 - 2:05[1]

## レギュラー出演者
- 竹中直人
- 石野陽子（現在：いしのようこ）（1989年10月 - 1990年4月）
- 本田理沙（1990年4月 - 9月）
- きたろう（シティボーイズ）
- 住田隆（ビシバシステム）
- 西田康人（ビシバシステム）
- 布施絵里（ラジカル・ガジベリビンバ・システム→遊園地再生事業団）

### Page7
初代（1989年10月 - 1990年3月の出演）
- 相川恵里
- 川越美和
- 里中茶美
- 千葉美加
- 姫乃樹リカ
- 細川直美
- マルシア

2代目（1990年4月 - 9月の出演）
- 宍戸留美
- 島崎和歌子
- 千堂あきほ
- 田中陽子
- 田村英里子
- 寺尾友美
- 花島優子

## 主なコーナー
- Page7ライブ（その日のテーマに沿って選曲された歌を披露）
- クイズそっちの方がスゲェー!等のクイズ番組

司会者役の竹中直人が、アドリブで自由奔放に徹底的に現場の空気を凍りつかせながら進行していく形式の不条理クイズ番組コント。解答者役はきたろう、ふせえり、ビシバシステム。冒頭では竹中が即興で、以下のような架空の芸名を名乗っていた。
- - 柿本 一郎（かきのもと いちろう）
  - 柿本 洋一（かきのもと よういち）
  - 牧之元 太陽（まきのもと たいよう）
  - 坂上島 肉（さかうえしま にく）
  - 髭富士山 三太郎（ひげふじやま さんたろう）
  - 行川 三郎（なめかわ さぶろう）
  - ショスタコビッチ 三郎太（しょすたこびっち さぶろうた）
  - 三葉虫 幼虫太郎（さんようちゅう ようちゅうたろう）
  - 沖之元 二郎（おきのもと じろう）
  - 加羅ん部留 亀太郎（からんぶる かめたろう）
  - 無縁仏 三郎（むえんぼとけ さぶろう）
  - モホロビチッチ 一郎太（もほろびちっち いちろうた）
  - ミケランジェロ 三太（みけらんじぇろ さんた）
  - エロルフリン 馬男（えろるふりん うまお）
  - ボン 梶本（ぼん かじもと）
  - ガマ 太一（がま たいち）
  - 山本 カジモド（やまもと かじもど）
  - 加羅ん部留 彦一（からんぶる ひこいち）
- 竹中シアター
- 談話室竹中
- 談話室ビシBAR
- 教養講座・人間とは何か?（きたろう扮する間坂教授がメインの講座）
- 割烹住兄（ビシバシステム・住田隆の兄がメインのコーナー）

## 製作スタッフ
- 作・構成：加藤芳一、岩松了、川勝正幸、野尻靖之
- 音楽：服部隆之
- 振付：池田和也
- 美術デザイン：西條実
- 美術制作：宮崎保城
- 音響：若林宏夫
- 技術：白取靖弘
- SW：太田英夫
- カメラ：山田勲夫
- 照明：松本修一 (ティ・エル・シー)
- 音声：斉藤将人
- 技術協力：TBS-V
- プロデューサー：塩川和則、石川眞実
- ディレクター・監督：泉屋良樹、利根川展、伊佐野英樹、村上研介
- 製作著作：TBS